# Berra
Pour les articles homonymes, voir Berra (homonymie).

Carte de la commune de Berra.

Berra (Bèra en dialecte) est une commune italienne d'environ 5 300 habitants située dans la province de Ferrare dans la région Émilie-Romagne dans le Nord de l'Italie.

## Géographie
Berra est une commune du delta du Pô située à 2 mètres d’altitude sur la rive droite du bras principal du fleuve Pô, au nord sur la limite avec la province de Rovigo. Le bourg est traversé par la route provinciale SP12 qui mène à Mesola à l’est, à Copparo à 17 km et Ferrare à 46 km au sud-ouest.

Elle fait partie du parc régional du delta du Pô d'Émilie-Romagne.

## Histoire
La commune de Berra a été fondée en 1908 à la suite du fractionnement de la commune de Copparo et, de par sa localisation aux frontières de la Vénétie sur les rives du Pô, dont le lit de ce dernier fut, au cours des siècles, le théâtre de nombreux bouleversements, rend le déroulement historique du territoire difficile à décrire même si quelques repères découverts dans la localité de Cologna permettent d’y révéler la présence d’une activité humaine vers la fin de l’ère romaine.
Alors que, pendant la majeure partie du Moyen Âge le village se trouvait en territoire vénitien, en 1152, une importante crue du Pô provoqua la rupture de Ficarolo. Cette rupture des remblais du fleuve et le changement de son lit principal, isolèrent le village de Berra du territoire de la Vénétie en le faisant passer sur la commune de Ferrare (sur la rive droite d’un des bras devenu le bras principal et frontière entre les deux provinces). Le passage d’une province à l’autre fut consigné en 1194 par Henri VI du Saint-Empire à la Maison d'Este pour leur neutralité dans ce transfert géographique.
Le 27 octobre 1597, à la mort d’Alphonse II d'Este, sans héritier légitime, le pape Clément VIII annexa le Duché de Ferrare à l’état pontifical en n’acceptant pas cette succession à César d'Este (cousin d’Alphonse II), bien qu’elle fût reconnue par l’Empereur Rodolphe II.
Après la parenthèse napoléonienne, le village retourne à l’État pontifical en 1836 à la suite de la restauration décidée au Congrès de Vienne de 1815.
Le diocèse d’Adria-Rovigo maintiendra le contrôle juridique sur Berra jusqu’au début du XIXe siècle pour passer ensuite sous celui de Ravenne jusqu’en 1966, date de son passage sous l’archidiocèse de Ferrare-Comacchio.

## Personnalités liées à Berra
- Riccardo Dalla Torre, (Berra 1921-1982), footballeur
- Tonino Domenicali, (Serravalle di Berra 1936 - Berra, 2002), cycliste
- Adolfo Zamboni, militaire et partisan, éducateur.

## Administration
| Période                                  | Période  | Identité     | Étiquette     | Qualité       |
| ---------------------------------------- | -------- | ------------ | ------------- | ------------- |
| 08/06/2009                               | En cours | Eric Zaghini | Liste civique | centre gauche |
| Les données manquantes sont à compléter. |          |              |               |               |

### Hameaux
Cologna, Serravalle

### Communes limitrophes
Ariano nel Polesine, Codigoro, Copparo, Crespino, Jolanda di Savoia, Mesola, Papozze, Ro (Italie), Villanova Marchesana

## Population

### Évolution de la population en janvier de chaque année
| 1861  | 1901  | 1921   | 1951   | 1961  | 1971  | 1981  | 1991  | 2001  |
| ----- | ----- | ------ | ------ | ----- | ----- | ----- | ----- | ----- |
| 4 198 | 7 208 | 10 086 | 12 909 | 9 308 | 7 410 | 7 214 | 6 611 | 5 832 |

| 2011  | - | - | - | - | - | - | - | - |
| ----- | - | - | - | - | - | - | - | - |
| 5 161 | - | - | - | - | - | - | - | - |

## Note
1. ↑  (it) Popolazione residente e bilancio demografico sur le site de l'ISTAT.
2. ↑  Venerata nella Chiesa di Serravalle.

## Sources
- (it) Cet article est partiellement ou en totalité issu de l’article de Wikipédia en italien intitulé « Berra (Italia) » (voir la liste des auteurs) le 28/07/2012.